# Shuttle To Bethlehem
Shuttle To Bethlehem (2011) je album Roberta Křesťana a Druhé trávy. Obsahuje 9 písniček a dvě instrumentální skladby. Texty písní jsou převážně Křesťanovy písničky přebásněné do angličtiny Ruth Ellen Gruberovou. Kromě toho jsou na albu dvě písničky zpívané česky – Křesťanovy překlady písní Boba Dylana z alba Dylanovky (2007).
Píseň Až koně odletí vyšla na albu 1775 básní Emily Dickinsonové (2002) pod jménem Až nás smrt rozdělí a anglicky ve svém vlastním překladu ji Robert Křesťan nazpíval už na album Good Morning, Friend (2004).
Instrumentální skladbu May Morning Dew nahrála personálně spřízněná kapela Garcia na své první album Woven Ways (2007).

## Seznam písniček
1. Shuttle To Bethlehem (Pendl do Betléma) – Robert Křesťan, překlad Ruth Ellen Gruberová
2. When Horses Fly Away (Až koně odletí) – Luboš Malina / Robert Křesťan, překlad Ruth Ellen Gruberová
3. Before We Say Goodbye (Dřív než se rozloučíme) – Robert Křesťan, překlad Ruth Ellen Gruberová
4. Infiela – Robert Křesťan, překlad Ruth Ellen Gruberová
5. Jumpin' Jack Flash – Mick Jagger, Keith Richards
6. Seňore (Señor – Tales of Yankee Power) – Bob Dylan, překlad Robert Křesťan
7. The Last of the Galleons (Za poslední lodí) – Robert Křesťan, překlad Ruth Ellen Gruberová
8. May Morning Dew / Tribute to Peadar O'Donnell – tradicionál, aranžmá Davy Spillane
9. Ještě není tma (Not Dark Yet) – Bob Dylan, překlad Robert Křesťan
10. Dancer (Tanečnice) – Robert Křesťan, překlad Ruth Ellen Gruberová
11. When I Take Off My Shoes (Až si jednou sundám boty) – Robert Křesťan, překlad Ruth Ellen Gruberová

## Obsazení

### Druhá tráva
- Robert Křesťan – zpěv, mandolína (8)
- Luboš Malina – banjo „Roll's“, mandolína (9), whistle, kaval, sbor
- Luboš Novotný – dobro, lap steel, kytara (4)
- Emil Formánek – akustická a elektrická kytara, mandolína, sbor
- Tomáš Liška – kontrabas

### Hosté
- David Landštof – bicí, perkuse
- Todd Lombardo – mandolína (5)
- Josef Malina – housle
- Kamil Slezák – cajón, perkuse (8)